# Lernarot
Lernarot (en arménien Լեռնարոտ ; jusqu'en 1949 Makhta) est une communauté rurale du marz d'Aragatsotn, en Arménie. Elle compte 430 habitants en 2009.